# Marreco-de-bico-azul

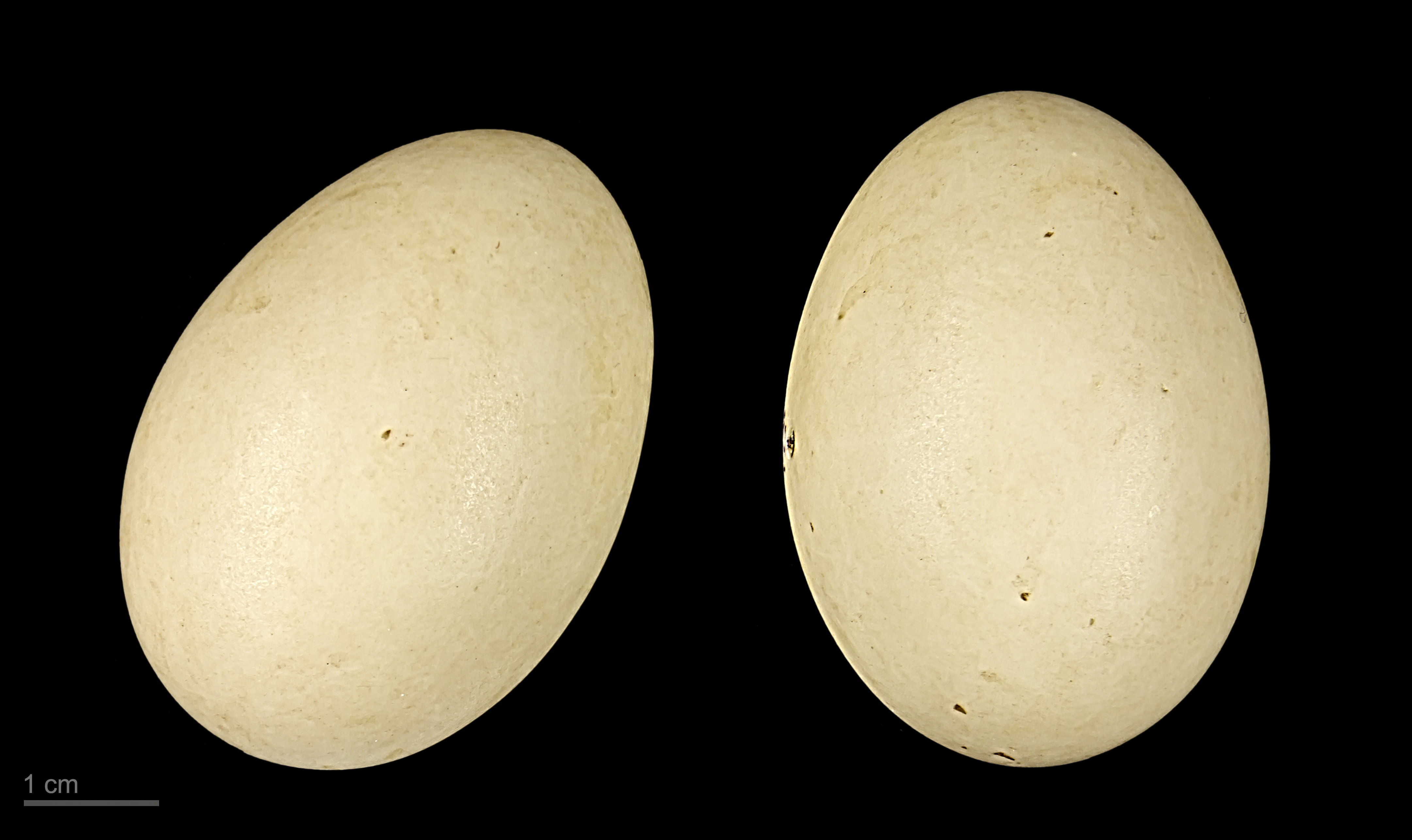
Ovos de marreco-de-bico-azul - MHNT

O marreco-de-bico-azul, marreco-hotentote ou marreca-hotentote (Spatula hottentota, sin. Punanetta hottentota, anteriormente Anas hottentota) é uma espécie de anatídeo do gênero Spatula . É residente migratório na África oriental e meridional, do Sudão e Etiópia a oeste do Níger e Nigéria e do sul à África do Sul e Namíbia . Na África Ocidental e em Madagascar, é sedentário.
O marreco-de-bico-azul se reproduz durante todo o ano, dependendo da chuva, e se mantém em pequenos grupos ou pares. Eles constroem ninhos acima da água em tocos de árvores e usam vegetação. Os patinhos deixam o ninho logo após a eclosão, e a paternidade da mãe se limita a fornecer proteção contra predadores e conduzir os filhotes às áreas de alimentação. Esta espécie é onívora e prefere corpos d'água rasos menores.
O marreco-de-bico-azul é uma das espécies às quais se aplica o Acordo sobre a Conservação das Aves Aquáticas Migratórias Afro-Eurasiáticas ( AEWA). O status do azul-petróleo-azulado na Lista Vermelha da IUCN é o que menos preocupa .
Diversas autoridades ainda se referem a esta espécie como cerceta-hotentote, no entanto, como a palavra "hotentote" é um termo ofensivo para o povo Khoisan, houve um movimento para mudar o nome vernáculo.

## Taxonomia
O marreco-de-bico-azul foi anteriormente colocada no gênero Anas, denominado Anas punctata. Este nome foi suprimido devido à confusão sobre os espécimes de tipo . Também foi referido como Anas hottentota . e Querquedula hottentota .
Atualmente é considerada uma espécie monotípica, sem nenhuma subespécie reconhecida.

## Descrição

### Identificação
Os machos adultos têm a coroa marrom-escura contrastando com a face, garganta, peito e lado mais pálidos, exceto por uma mancha em forma de polegar na região da orelha. A parte de trás do pescoço é manchada de preto e esta mancha se estende ao longo do pescoço e torna-se intensamente manchada no peito, as manchas parecem ser maiores e menos óbvias nos flancos castanhos claros e abdômen, e na parte inferior das partes posteriores e sob as cobertas da cauda ficando vermiculado com preto.  As escapulares e a cauda são marrom-escuras a pretas, a superfície superior da asa também é preta, com as coberturas dando um brilho esverdeado.  Um espéculo verde iridescente existe nos secundários, delimitado posteriormente por estreitas barras pretas e brancas terminais.  A íris é marrom, as pernas e os pés são cinza-azulados e o bico é cinza-azulado claro com colmo e unha pretos.
As fêmeas têm coroas mais castanhas, marcas faciais menos contrastantes e escapulários mais arredondados, as coberteiras da cauda não são vermiculadas e a asa é menos brilhante e colorida do que a de um homem adulto.
Os juvenis se parecem com as fêmeas adultas, mas são mais opacos em todo o corpo e menos marcados com manchas. Os patinhos têm plumas marrom-acinzentadas e cinza-amarelado abaixo, as bochechas são mais pálidas com manchas rosadas e tufos acinzentados nas orelhas.

### Medidas e pesos
O marreco-de-bico-azul foi descrito como o menor pato conhecido por DD Thomas e JB Condy em 1965.
- Comprimento: 330-350 mm[9]
- Peso: 53-288 g[7]

- Asa: 147-157 mm[9]
- Cauda: 55-66 mm
- Bico: 32-42 mm
- Ovos: 43 × 33 mm em média, cremoso, 25 g[7]

## Distribuição e habitat
O marreco-de-bico-azul estende-se na África desde Angola, Zâmbia, leste do Congo, Malawi, norte de Moçambique, Tanzânia, Quênia, Uganda, sul da Etiópia, Sudão e Madagascar . Ele é encontrado principalmente na África oriental tropical  Etiópia à Província do Cabo, a oeste ao norte de Botswana e Namíbia e Madagascar .
O marreco-de-bico-azul prefere habitats com abundantes plantas de folhas flutuantes e vegetações marginais, incluindo pântanos rasos de água doce, pântanos, riachos, pequenos lagos rasos e lagoas com bordas franjadas de juncos ou papiro. Observa-se que passam o crepúsculo e as horas noturnas brincando em águas muito rasas e se deslocam para partes mais profundas e seguras do pântano durante o dia.

## Comportamento
O marreco-de-bico-azul é sedentário na África Ocidental e Madagascar, mas parcialmente migratório em outros lugares, seguindo rotas de migração de curta distância regulares, mas imprevisíveis (até 700 km) no sul e leste da África em resposta às mudanças nos níveis da água.

### Alimentação e dieta
A marreta-de-bico-azul prefere alimentar-se nas margens lamacentas; ela também se alimenta de terras e campos alagados, como arrozais, e nas margens do rio que são fortemente perturbadas pelo gado Alimenta-se em áreas com boa vegetação nadando, nadando ou a pé.  Nenhum mergulho durante o forrageamento é registrado. É onívoro,  embora sua dieta consista principalmente de sementes de grama, especialmente da grama Sacciolepis ,  no entanto, também pode consumir invertebrados aquáticos quase exclusivamente como crustáceos como ostracodes, moluscos, insetos aquáticos como besouros e suas larvas, se forem superabundantes.

### Muda
A troca de penas é quase invisível no marreco-de-bico-azul, não há plumagem de eclipse identificada nos machos, mas os machos reprodutores são muito mais brilhantes do que as fêmeas e as manchas peitorais são mais distintas.

### Vocalização
Ambos os sexos produzem uma série de notas estaladas, dadas como ke-ke-ke áspero quando são perturbados, durante o vôo ou dentro do bando. Os machos produzem um chamado de chocalho de madeira altamente distinto que soa como um chocalho mecânico, enquanto a fêmea tem um grasnado típico e um chamado decrescendo de apenas algumas notas.

### Comportamento social e reprodução
O comportamento reprodutivo do marreco-de-bico-azul é relativamente pouco demonstrativo. Com base na pesquisa atual, o vínculo da espécie não se estende além do período de incubação da fêmea, sugerindo que o vínculo é provavelmente restabelecido anualmente. Embora a maioria da reprodução seja observada no verão, esta espécie também se reproduz no inverno e, portanto, o comportamento de corte pode ser visto durante todo o ano.  A exibição mais comum nesta espécie é a combinação de fêmeas incitando e machos virando a nuca.  A fêmea incita os machos fazendo movimentos laterais silenciosos ou quase silenciosos, e os machos geralmente respondem nadando à frente e virando a nuca.  No entanto, os machos podem responder bebendo, eles levantam o pescoço verticalmente e produzem uma série suave de notas de chamada (arrotos) e às vezes combinam essas duas exibições em uma ordem de beber arroto.  Além disso, durante a exibição social, o pato frequentemente executa uma sequência de comportamento de bater as asas e alongar as duas asas que parece ser uma parte significativa da exibição.  O comportamento pré-copulatório consiste em bombeamento mútuo da cabeça, e a exibição pós-copulatória do homem pode variar de nenhuma atividade perceptível a um tremor de natação, bater de asas ou arrotar.  A fêmea geralmente só toma banho após a cópula.  A quantidade de ovos postos nesta espécie varia de 6 a 8 ovos, sendo 7 o número mais freqüentemente encontrado.  No entanto, com base na observação de Clark sobre o Witwatersrand, os patinhos nas famílias variam de 1 a 7, com predominância de 3. O período de incubação varia de 25 a 27 dias para as ninhadas incubadas naturalmente.  O macho pode permanecer próximo enquanto a fêmea incuba, mas não há indicação de maior participação do macho na criação da ninhada.  Até onde se sabe, a espécie não tem criação múltipla, embora a falha do ninho possa levar ao novo ninho.

## Estado e conservação
É uma espécie de menor preocupação na Lista Vermelha da IUCN. No entanto, a degradação do habitat é uma ameaça para esta espécie. Proteger os pântanos e a vegetação ribeirinha e controlar a caça ajudará a manter a população.